# Reggenza di Aceh Singkil
La reggenza di Aceh Singkil è una reggenza (in indonesiano: kabupaten) dell'Indonesia situata nel territorio di Aceh.
Il suo territorio è incluso in gran parte nell'isola di Sumatra, ma include anche le isole Banyak. Il capoluogo della reggenza è Singkil.